# العلاقات الألبانية الصينية
العلاقات بين ألبانيا والصين تشير إلى العلاقات الثنائية والتاريخية بين ألبانيا والصين. أقامت الدولتان العلاقات الدبلوماسية في 23 نوفمبر عام 1949. ألبانيا لديها سفارة في بكين، والصين لديها سفارة في تيرانا.

## التاريخ

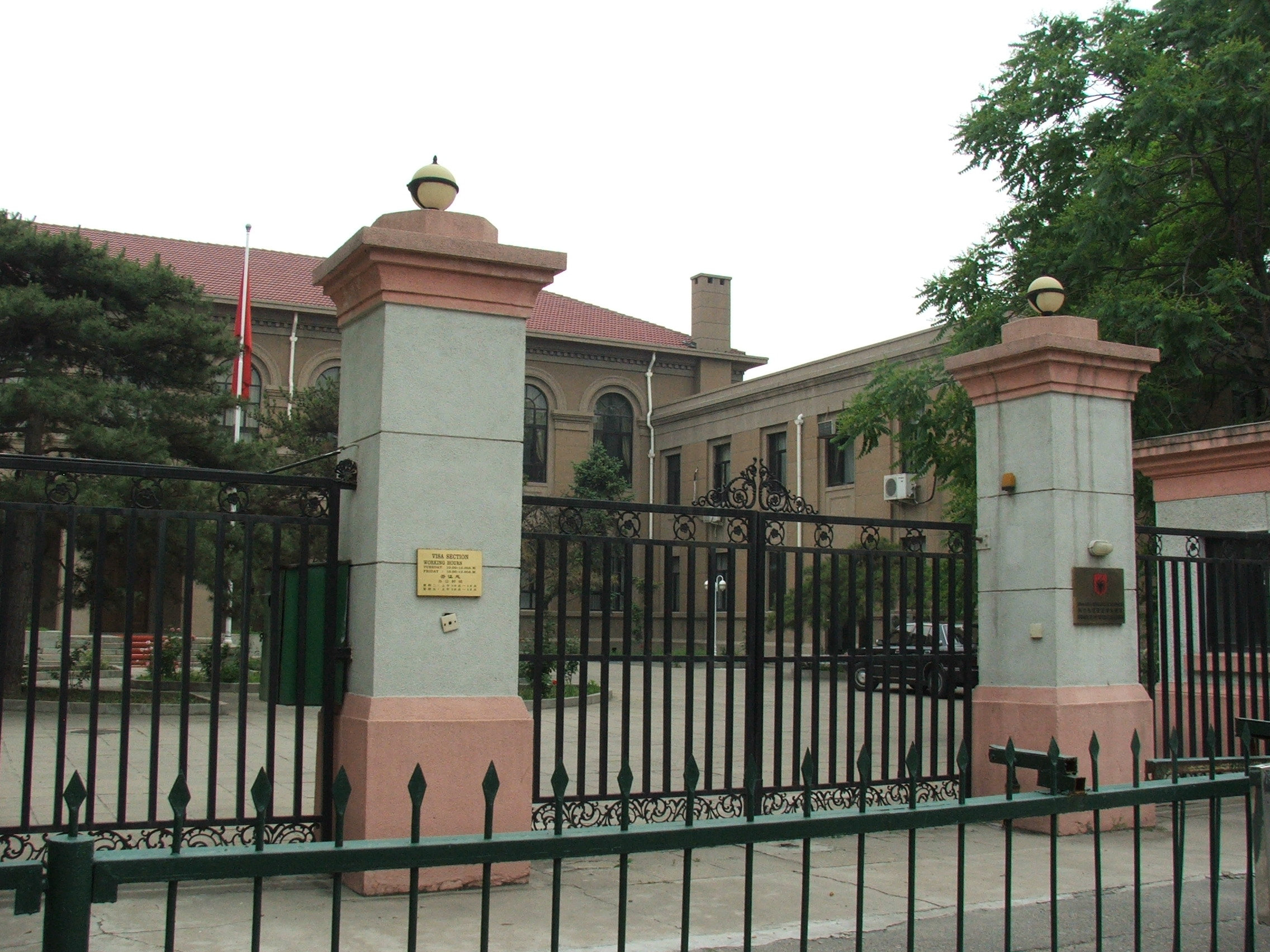
سفارة ألبانيا في الصين

منذ الستينيات فصاعدا، أصدرت جمهورية ألبانيا الشعبية الاشتراكية بقيادة أنور خوجة قرارا سنويا في الجمعية العامة للأمم المتحدة لنقل منصب الصين في الأمم المتحدة من جمهورية الصين إلى جمهورية الصين الشعبية. في 25 أكتوبر / تشرين الأول 1971، أقرت الجمعية العامة القرار 2758 الذي أقرته ألبانيا، وسحبت الاعتراف بجمهورية الصين باعتبارها الحكومة الشرعية للصين، واعترفت بجمهورية الصين الشعبية كحكومة الصين الشرعية الوحيدة.

## الاتفاقات
في عام 2001، وقع البلدان ثلاثة اتفاقات تغطي الجوانب المالية والرهنية والتقنية لإنشاء مرفق جديد للطاقة الكهرومائية يعرف باسم «هيدرو سينترال» في شمال ألبانيا. كما تعهدت الصين بتقديم قروض بقيمة 126 مليون دولار أمريكي للمشروع.
زار رئيس الوزراء الألباني صالح بريشا رئيس مجلس الدولة الصيني ون جيا باو في نيسان / أبريل 2009. وقدم ون اقتراحا من أربع نقاط لتعزيز التعاون مع ألبانيا. وحث البلدين على القيام بما يلي:
- زيادة التبادلات على كافة المستويات لتدعيم العلاقات السياسية باستخدام فرصة الذكرى الستين للعلاقات الصينية الألبانية؛
- تعزيز التعاون الجوهري القائم على المساواة والمعاملة بالمثل، وزيادة التركيز على تكنولوجيا المعلومات والطاقة والبنية التحتية والتنقيب عن التعدين؛
- توسيع التعاون في مجالات الثقافة والصحة العامة والزراعة والسياحة لإثراء العلاقات الثنائية؛
- تعزيز التنسيق في الأمم المتحدة والمنظمات الدولية الأخرى لحماية مصالح الدول النامية ووحدة الأمم المتحدة.